# Bérou-la-Mulotière
Bérou-la-Mulotière is een gemeente in het Franse departement Eure-et-Loir (regio Centre-Val de Loire) en telt 298 inwoners (1999). De plaats maakt deel uit van het arrondissement Dreux.

## Geografie
De oppervlakte van Bérou-la-Mulotière bedraagt 13,0 km², de bevolkingsdichtheid is 22,9 inwoners per km².
De onderstaande kaart toont de ligging van Bérou-la-Mulotière met de belangrijkste infrastructuur en aangrenzende gemeenten.

## Demografie
Onderstaande figuur toont het verloop van het inwonertal (bron: INSEE-tellingen).